# Зоново (Пермский край)
Зоново — деревня в Еловском районе Пермского края России. Входит в состав Дубровского сельского поселения.

## История
В «Списке населенных мест Российской империи» 1869 года населённый пункт упомянут как деревня Зонова Осинского уезда (2-го стана) Пермской губернии, при речке Зоновке, расположенная в 79 верстах от уездного города Оса. В деревне насчитывалось 68 дворов и проживало 434 человека (205 мужчин и 229 женщин). Функционировала православная часовня.

В 1908 году в деревне, относящейся к Зоновскому обществу Дубровской волости Осинского уезда, имелось 139 дворов и проживало 806 человек (394 мужчины и 412 женщин). В конфессиональном составе населения того периода были представлены православные и старообрядцы.

## География
Деревня находится в юго-западной части Пермского края, в подтаёжной зоне, на берегах реки Зоновка, к югу от реки Кама, на расстоянии примерно 25 километров (по прямой) к западу-юго-западу (WSW) от села Елово, административного центра района.

### Часовой пояс
Деревня Зоново, как и весь Пермский край, находится в часовой зоне МСК+2. Смещение применяемого времени относительно UTC составляет +5:00.

## Население
| 2010 |
| ---- |
| 26   |

Гендерный состав
По данным Всероссийской переписи населения 2010 года в гендерной структуре населения мужчины составляли 46,2 %, женщины — соответственно 53,8 %.
Национальный состав
Согласно результатам переписи 2002 года, в национальной структуре населения русские составляли 83 %.

## Улицы
Уличная сеть деревни состоит из трёх улиц: